# Kolektivna doza
Kolektivna efektivna doza, izračunava se kao zbroj svih pojedinačnih efektivnih doza tijekom  određenog perioda vremena ili tijekom operacije nastale zbog ionizirajućeg zračenja. Može se koristiti za procjenu ukupnih zdravstvenih posljedica tijeka liječenja ili slučajnog ispuštanja ionizirajućeg zračenja na zajedncu . Ukupna kolektivna doza je doza na izloženu ljudsku populaciju od trenutka izlaganja do trenutka prestanka izlaganja. No doze se obično izražavaju prema određenim grupama stanovništva i postavljenim vremenskim intervalima. 

## Doza jedinica
Si jedinica kolektivne doze, S, je man-sivert.

## Primjeri
Atmosferski testovi nuklearnog naoružanja  u izoliranim područjima često su dovodili do doze manje od 1 mSv za bilo koju osobu. Sveukupni atmosferski testovi (na tisuće) koji su se dogodili tijekom 20. stoljeća,  sada uzrokouju 30,000 manSV za svaku godinu. Godišnja doza se smanjuje svake godine.

## Linkovi
1. ↑  ICRP publication 103 boda 159
2. ↑  Smith, J.G. 2009. The methodology for assessing the radiological consequences of routine releases of radionuclides to the environment used in PC-CREAM 08. Health Protection Agency. Didcot. str. 9. ISBN 978-0-85951-651-8
3. ↑  Radiation, People and the Environment. Topical Booklets & Overviews. International Atomic Energy Agency. Inačica izvorne stranice arhivirana 2. prosinca 2012. Pristupljeno 30. listopada 2016.